# لانتانا صلبة
لانتانا صلبة (الاسم العلمي: Lantana robusta) هي نوع نباتي يتبع جنس اللانتانا من فصيلة اللويزية.